# 오토카와촌
오토카와촌(音川村)은 도야마현 네이군에 설치되었던 촌이다.